# Materiale da costruzione
I materiali da costruzione sono tutti i materiali, naturali e artificiali, normalmente impiegati nel lavoro per realizzare costruzioni edilizie e opere d'ingegneria civile (strade, ponti, canali, dighe, gallerie).
Esistono vari tipi di materiali da costruzione, sia naturali sia artificiali, a cui se ne aggiungono sempre di nuovi.
Il numero di questi materiali, in passato era relativamente limitato, ma continuamente aumentano, mentre allo stesso tempo si è avuta una differenziazione dei sistemi impiegati per la loro produzione.
L'elevato numero di materiali da costruzione dipende dal fatto che ognuno di essi presenta delle particolari proprietà, che lo fanno preferire agli altri a seconda degli scopi per i quali deve essere utilizzato.

## Storia

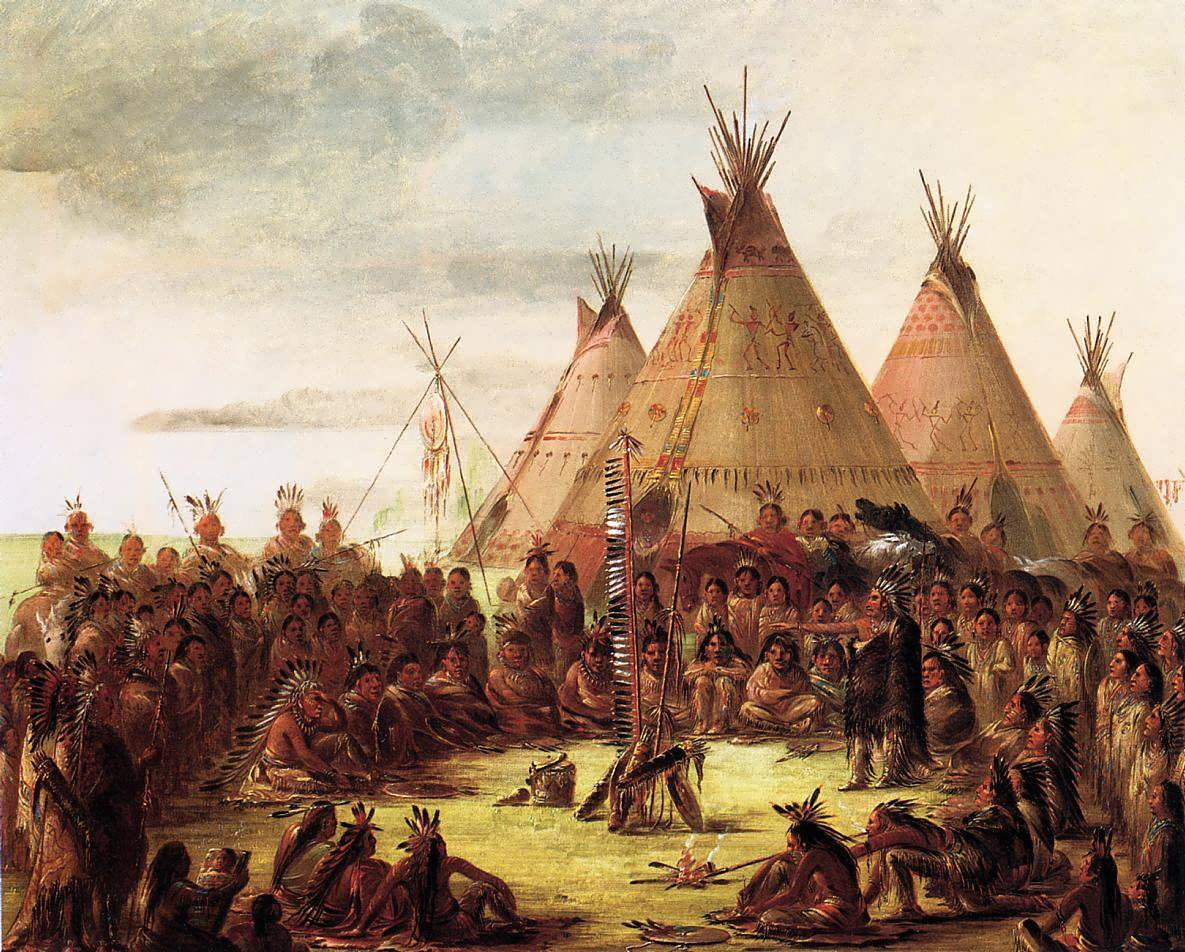
Tipi dipinti dall'etnologo George Catlin.

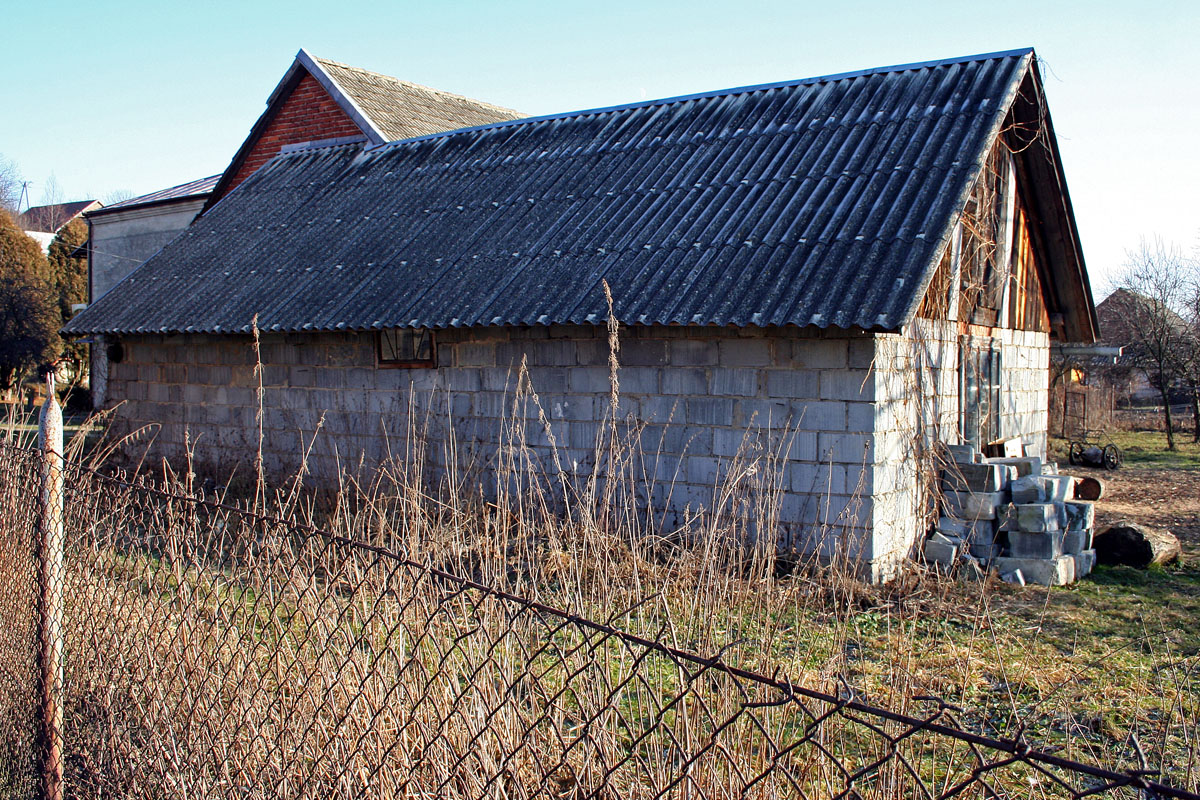
Un capanno con tetto di Eternit, oggi illegale per la sua cancerogenicità.

Storicamente, i primi materiali utilizzati per la costruzione sono stati pelli animali (nella costruzione di tende), fango, argilla grezza, paglia (nella costruzione di capanne), e rocce di varia natura. Molti di questi materiali vengono ancora oggi utilizzati in alcune parti del mondo da popolazioni nomadi o aborigene, mentre sono stati quasi completamente rimpiazzati dagli altri materiali nel contesto tecnologico dei paesi industrializzati.
Il muro a secco è una delle più antiche tecniche di costruzione: esso è realizzato da blocchi di pietra opportunamente disposti in modo da autosostenersi, senza rendere necessario l'uso di leganti. Esempi di antiche costruzioni realizzate in pietra sono i nuraghe della Sardegna (risalenti al II millennio a.C.
), le piramidi a gradini dell'America Latina, e le costruzioni degli antichi greci e romani.
Il granito era già utilizzato nel 2600 a.C. dagli antichi egizi, che se ne servirono per costruire il rivestimento superficiale della piramide rossa, mentre la piramide di Micerino è costruita con blocchi di granito e calcare.
Presso i nativi americani delle Grandi Pianure era comune l'utilizzo di pelli o corteccia di betulla per la fabbricazione dei "tipi" (in inglese teepee), tende di forma conica che avevano il vantaggio di potere essere trasportate.
In Mongolia una parte della popolazione vive ancora nelle iurte, abitazioni costituite da una struttura portante in legno e una copertura fatta di tappeti di feltro (una stoffa in pelo animale). Questo tipo di abitazioni è richiamato nelle tensostrutture, applicate su vasta scala nella seconda metà del Novecento. Per la costruzione delle tensostrutture vengono in genere impiegate travature costituite da fibra di vetro rivestita in politetrafluoroetilene e tele in poliestere e polivinilcloruro.
In ambito edilizio è stato ed ha trovato utilizzo come materiale da costruzione anche l'amianto (nella forma commerciale dell'Eternit), usato per la coibentazione di edifici e mezzi di trasporto, fino a quando, negli anni ottanta, ne è stata accertata la cancerogenicità.

## Struttura e proprietà dei materiali

Applicazioni (a sinistra), struttura micrometrica (centrale) e nanometrica (a destra) di due differenti materiali: acciaio (in alto) ed elastomero (in basso).

A ciascun materiale è richiesto di possedere determinate proprietà e di conservarle nel tempo. Le proprietà meccaniche riflettono il comportamento del materiale sollecitato all'applicazione di un sistema di forze; quelle fisiche misurano il comportamento sotto l'azione della temperatura, dei campi elettrici o magnetici, della luce, del fuoco; le proprietà chimiche caratterizzano la capacità di conservare le proprie caratteristiche nell'ambiente in cui il materiale opera.
| Proprietà                       | Materiali metallici | Ceramici              | Materie plastiche |
| ------------------------------- | ------------------- | --------------------- | ----------------- |
| Densità (g/cm³)                 | 2 - 16              | 2 - 17                | 1 - 2             |
| Punto di fusione                | da basso ad alto    | alto (fino a 4000 °C) | basso             |
| Durezza                         | media               | alta                  | bassa             |
| Lavorabilità                    | buona               | scarsa                | buona             |
| Resistenza a trazione (MPa)     | fino a 2500         | fino a 400            | fino a 120        |
| Resistenza a compressione (MPa) | fino a 2500         | fino a 2500           | fino a 350        |
| Conducibilità termica           | media               | medio-bassa           | bassa             |
| Proprietà elettriche            | conduttori          | isolanti              | isolanti          |
| Resistenza chimica              | medio-bassa         | eccellente            | in genere buona   |

### Struttura dei materiali
Un qualsiasi aggregato di atomi costituisce la materia, che può presentarsi in diversi stati. Le due situazioni estreme sono rappresentate dai fluidi (gas e liquidi) e dai solidi.
Parlando di materiali da costruzione, si fa sempre riferimento a materiali solidi.
I solidi possono essere di tipo cristallino, cioè caratterizzati da una struttura ordinata a livello atomico e molecolare (come nel caso dei metalli o di molti materiali ceramici), amorfo, nel caso in cui assumano una struttura disordinata simile a quella dei liquidi (come nei vetri, dove un raffreddamento "congela" la struttura amorfa del liquido) o semicristallino (come molti materiali polimerici).

### La scelta del materiale
La costruzione di un oggetto, di un utensile e di addirittura un edificio, quindi la sua forma, le sue proprietà meccaniche e strutturali, il suo peso e le sue proprietà termiche, sono condizionati dai materiali con i quali questi vengono realizzati. La scelta di un materiale rispetto ad un altro non è mai casuale, poiché i materiali (anche all'interno della stessa famiglia), presentano proprietà molto diverse fra loro, che condizionano sensibilmente la produzione di un manufatto, o di un'infrastruttura.
In passato la maggior parte dei materiali usati per l'edilizia era presente in natura (legno, argilla o sabbia) e veniva utilizzata senza particolari lavorazioni aggiuntive. Con il passare del tempo, a questi materiali se ne sono aggiunti altri, artificiali (come il calcestruzzo, vetro, materie plastiche, e i metalli), che vengono realizzati a partire da materie prime presenti in natura, che per l'utilizzo industriale vengono sottoposte a diversi processi di lavorazione e trattamento delle superfici. Anche i materiali naturali, che una volta venivano impiegati allo stato grezzo, ora vengono sottoposti a diversi processi di lavorazione; ad esempio il legno subisce diversi trattamenti di superficie (come la sabbiatura), mentre l'argilla viene cotta al forno (diventando terracotta).
Oggi, la scelta del materiale da adottare per una particolare applicazione dipende dalle sue caratteristiche (tra cui: proprietà meccaniche, proprietà fisiche, proprietà chimiche, proprietà ottiche e traspirabilità), ma anche dalla sua disponibilità nel luogo di utilizzo, dall'impatto ambientale del materiale stesso, dal suo effetto estetico e, soprattutto, dal suo prezzo.
Tra i vari fattori di risparmio che possono influenzare la scelta dei materiali alcuni sono direttamente legati al materiale stesso, come il costo di produzione unitario o la reperibilità in loco, ma altri dipendono dalle tecnologie utilizzate in cantiere e/o al ciclo di vita previsto per l'edificio (es. modularità dei componenti nel caso di prefabbricazione, facilità di utilizzo da parte di manodopera non specializzata nel caso dell'autocostruzione, possibilità di un riutilizzo dopo la demolizione dell'edificio....).

### Proprietà meccaniche
Le proprietà meccaniche di un materiale da costruzione sono quelle che riflettono il comportamento del materiale stesso in seguito all'applicazione di un sistema di forze...

## Tipologie di materiali
- Pietre naturali (o materiali lapidei o rocce)
  - Marmo
  - Travertino
  - Alabastro
  - Marna
  - Arenaria
  - Ardesia
  - Granito
  - Gneiss
  - Porfido
  - Basalto
  - Stucco
  - Ghiaia
  - Pietrisco
  - Sabbia

- Materiali artificiali
  - Laterizi (mattoni e tegole)
  - Ceramiche
  - Vetro
- Leganti
  - Gesso
  - Calce
  - Intonaco
  - Cemento
- Lignei
- Metallici
- Polimerici (materie plastiche)

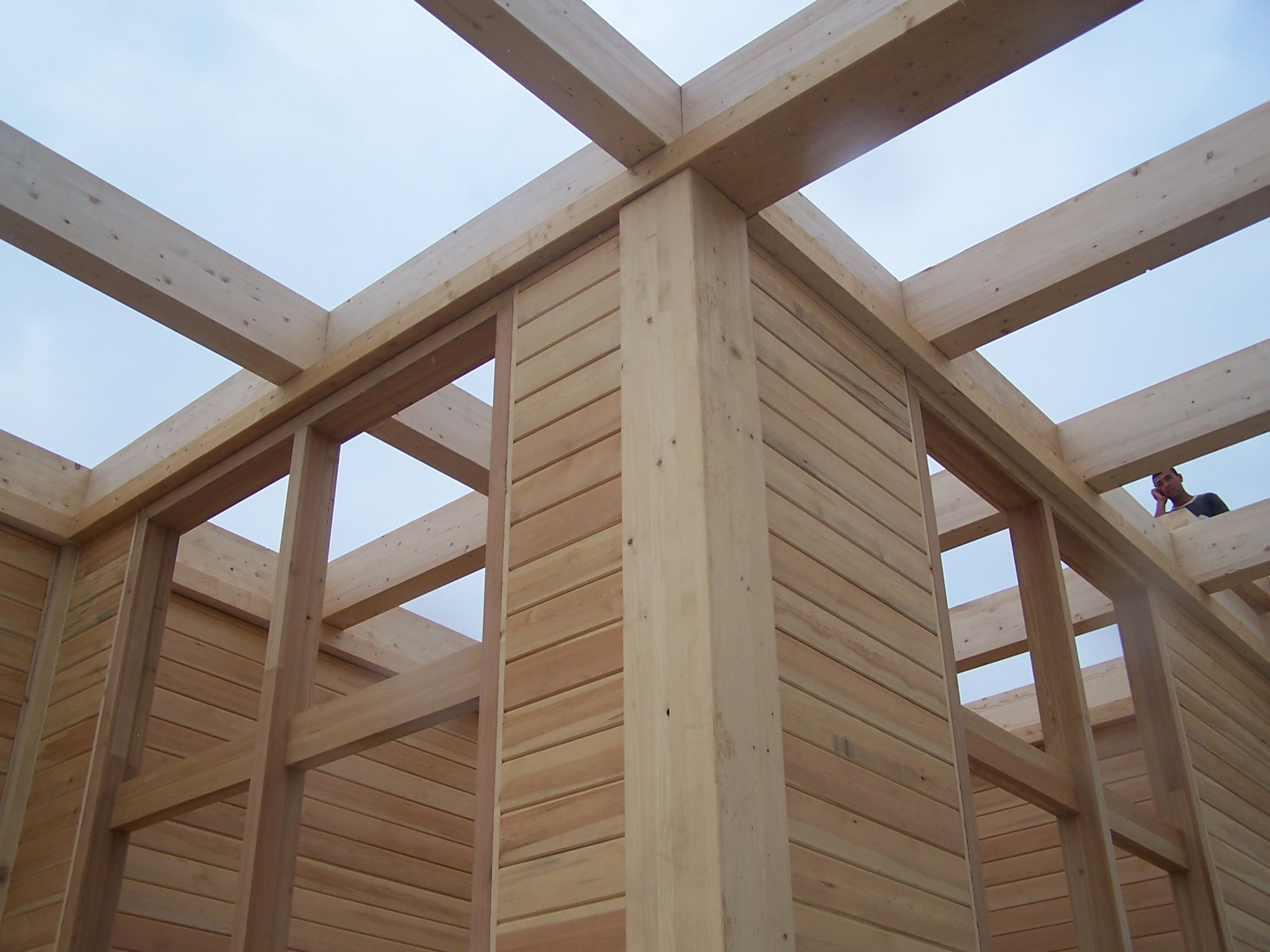
Struttura edilizia realizzata in legno.

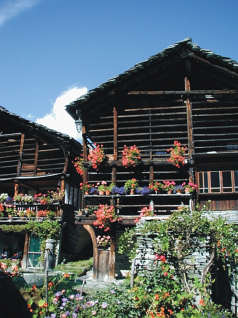
Case walser a Pedemonte (Alagna Valsesia), realizzate in legno su base di pietra.

A questi materiali, che sono i più utilizzati nel campo dell'edilizia, si aggiungono una molteplicità di altri materiali, quali ad esempio i compositi e il ghiaccio.

### Legno
Il legno è il materiale organico più diffuso e il suo utilizzo risale all'antichità (basti pensare alle capanne del Paleolitico o alle palafitte del Neolitico).
Esistono diversi tipi di legni, che si differenziano, oltre che per la specie arboricola da cui sono prodotti, dal tipo di crescita che ha avuto l'albero.
Il legno strutturale è un materiale da costruzione piuttosto versatile e facilmente lavorabile, che viene impiegato in ambito edilizio per la costruzione di diverse strutture; in particolare può essere utilizzato sia per la realizzazione di telai portanti sia come rivestimento.
A partire dal fusto possono essere ricavati elementi a sezione rettangolare con diversi rapporti di larghezza/altezza. Il collegamento dei vari elementi avviene a mezzo di colle, con viti o con collegamenti realizzati in acciaio da carpenteria.
Il vantaggio delle strutture in legno lo si riscontra particolarmente nelle strutture lamellari, costituite cioè da una serie di assi di legno sottili saldamente collegate tra loro. Una struttura in legno lamellare presenta notevoli valori di resistenza agli sforzi e può benissimo essere utilizzata per la realizzazione di opere come travi portanti per solai o travature di tetti in legno.
Il principale svantaggio del legno è la sua facilità ad incendiarsi. Oggi comunque esistono numerosi trattamenti che possono rendere abbastanza ignifugo un elemento in legno in modo da permettere una maggiore resistenza al fuoco.

### Paglia
In molti paesi (soprattutto tropicali) la paglia è il materiale di copertura più diffuso per i tetti delle case, nonché una caratteristica importante del paesaggio locale. La diffusione in Europa è maggiore nel nord del continente e, in particolare, nelle isole britanniche. Qui questo tipo di copertura, che nel medioevo era abbondantemente diffuso, sta venendo nuovamente valorizzato.

### Leganti
I leganti sono materiali costituiti da polveri finissime che, se impastate con acqua, dànno origine a una massa plastica che, una volta indurita, raggiunge una elevata resistenza meccanica. I leganti, quando impastati con acqua, diventano malte e calcestruzzi.

#### Gesso
Il gesso utilizzato in edilizia è un legante aereo costituito da solfato di calcio semidrato (CaSO4·½H2O), da anidrite (CaSO4) o da una miscela dei due composti.
È un materiale leggero e resistente al fuoco, isolante termico e acustico.
Viene prodotto a partire dalla pietra di gesso, un materiale molto tenero che contiene (per un valore solitamente inferiore al 10%) impurezze di silicati, alluminati, quarzo e ossido di ferro).
Il gesso non può operare all'aperto o a contatto con ambienti umidi (in quanto non sufficientemente insolubile). Inoltre, il gesso umido è aggressivo nei confronti dei materiali metallici che non resistono in condizioni di umidità. Infine, il gesso non può essere utilizzato a contatto con atmosfere contenenti ammoniaca.

#### Calce aerea
Con il termine calce si intendono sia l'ossido di calcio (CaO) ottenuto per cottura ad alta temperatura di rocce calcaree (calce viva) sia il suo idrato (Ca(OH)2, detto anche calce spenta). La calce è utilizzata impastata con sabbia e acqua, diventando così malta, per il collegamento di pietre e mattoni o per la realizzazione di intonaci.

#### Calce idraulica
La calce idraulica è stata largamente usata in passato, ma oggi viene prodotta in quantità modeste e solo in alcuni paesi. Questo legante viene spesso considerato come il precursore del moderno cemento Portland. A differenza della calce aerea, quella idraulica può far presa e resistere anche in acqua e in ambienti umidi.
Si possono distinguere tre tipi di calce idraulica:
- calci idrauliche vere e proprie, ottenute per cottura di calcari argillosi o di miscele di calcari e argille;
- calci idrauliche attualmente in commercio che sono costituite da cemento Portland opportunamente diluito;
- calci idrauliche ottenute per aggiunta alla calce aerea di materiali pozzolanici.

#### Cementi

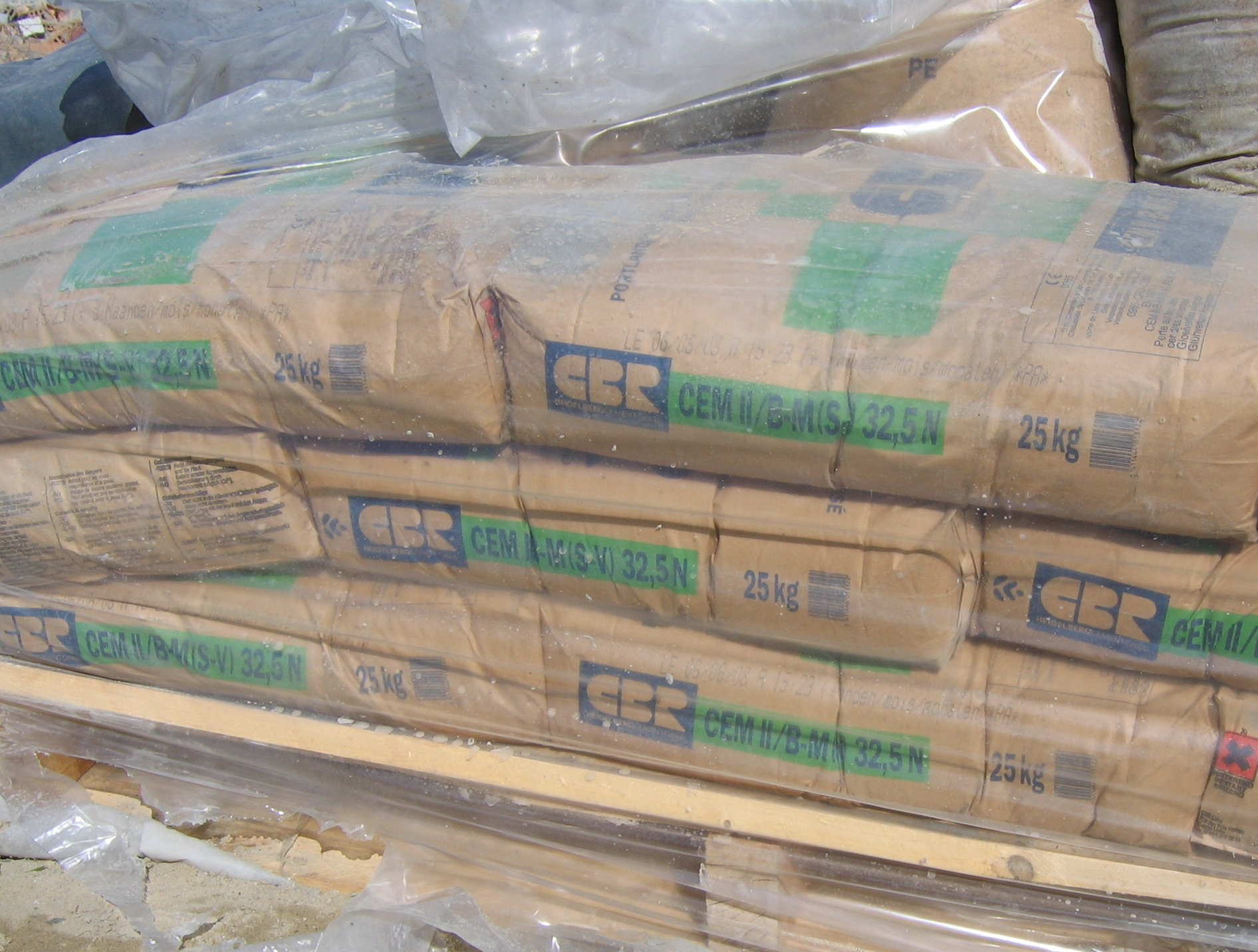
Sacchi di cemento Portland.

La norma europea EN 197 definisce cemento: "un materiale inorganico finemente macinato che, mescolato con acqua, forma una pasta che rapprende e indurisce a seguito di reazioni e processi di idratazione e che una volta indurita mantiene la sua resistenza e stabilità anche sott'acqua".
Tra i cementi, il cemento Portland è il più importante e diffuso. Si ottiene attraverso la macinazione del prodotto di cottura di una miscela di argilla, calcare e sabbia (clinker) con piccole aggiunte di gesso ed, eventualmente, di altri materiali quali pozzolane, fumo di silice, ceneri volanti, loppa di altoforno, eccetera.
Esistono però anche cementi speciali per usi particolari: cementi alluminosi, cementi soprasolfatati, cementi ferrici, cementi espansivi, cementi bianchi o colorati.
Il principale impiego del cemento è connesso con la costruzione di opere in calcestruzzo, in particolar modo armato e precompresso, ma può anche essere usato per la giunzione di altri materiali da costruzione, come pietre e mattoni, per la realizzazione di murature.

### Malte e calcestruzzi
Malte e calcestruzzi sono ottenuti miscelando, secondo opportuni rapporti, cemento, acqua e aggregati. Possono anche contenere additivi e aggiunte specifiche per modificarne alcune proprietà.

#### Malte

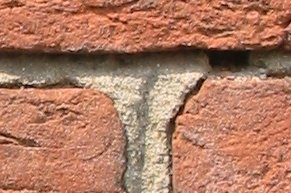
Malta tra mattoni pieni.

La malta è un conglomerato costituito da una miscela di legante (ad esempio cemento e/o calce), acqua e inerte fine (sabbia).
Viene utilizzata in edilizia per realizzare
intonaci o per collegare e tenere uniti altri materiali da costruzione, cui la malta fluida si adatta aderendovi tenacemente fino a dare una struttura monolitica ad indurimento  avvenuto (malta di allettamento), o almeno ciò è quanto potrebbe avvenire con una malta cementizia nella costruzione di murature nuove. Nelle murature antiche e in generale quelle con malte a base di calce, la funzione della malta è principalmente quella di compensare le asperità dei blocchi (pietre o laterizi) e quindi quella di distribuire il carico su l'intera superficie d'appoggio reciproco. La malta non ha quindi la funzione preminente di "incollare" i blocchi, come si potrebbe pensare, soprattutto quella tradizionale.

#### Calcestruzzi

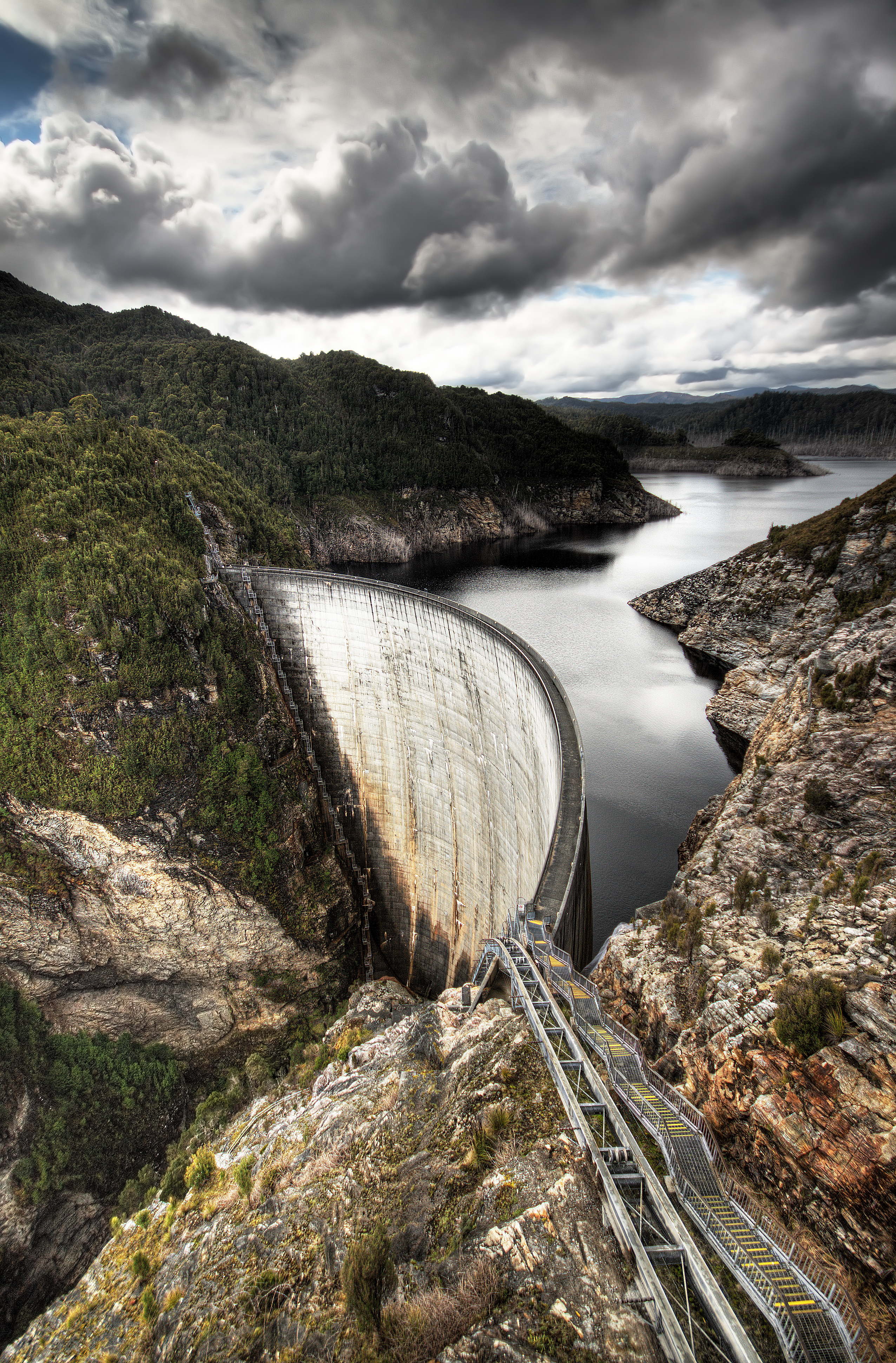
La Gordon Dam, diga realizzata in calcestruzzo, situata in Tasmania, Australia.

Il largo impiego del calcestruzzo è dovuto a diversi fattori:
- ha buone caratteristiche di resistenza a compressione, all'acqua e agli agenti atmosferici, e per questo è perfetto per la realizzazione di dighe, canali e strutture a stretto contatto con il terreno o esposte all'atmosfera;
- è compatibile con le armature in acciaio che consentono di porre rimedio alla sua bassa resistenza a trazione e flessione;
- può essere prodotto facilmente e messo in opera nelle più svariate forme;
- è economico e prodotto con materiali facilmente reperibili.

Le diverse caratteristiche del calcestruzzo, sia fresco che indurito, dipendono dalla presenza o mancanza di aggregati (naturali o artificiali) e dalle caratteristiche dell'acqua e degli additivi (come per esempio quelli fluidificanti e superfluidificanti, che sono i più utilizzati e servono a rendere più lavorabile il calcestruzzo o a ridurre la quantità di acqua necessaria nell'impasto).

### Materiali lapidei
I materiali lapidei sono essenzialmente le rocce. Esse si suddividono in tre categorie: rocce vulcaniche, rocce sedimentarie e rocce metamorfiche, ognuna con diverse caratteristiche meccaniche, fisiche e chimiche.
In edilizia ed architettura viene spesso usato il termine pietra o pietra naturale per indicare i materiali di origine rocciosa.
Dimensione, forma, colore e origine delle porzioni di pietra impiegate danno origine a nomenclature che sono di origine storica o commerciale o anche di tradizione locale. Ad esempio si parla di blocco, bugnato, lastra, spaccatello, sampietrino, graniglia, pietra ricostruita. 

#### Granito

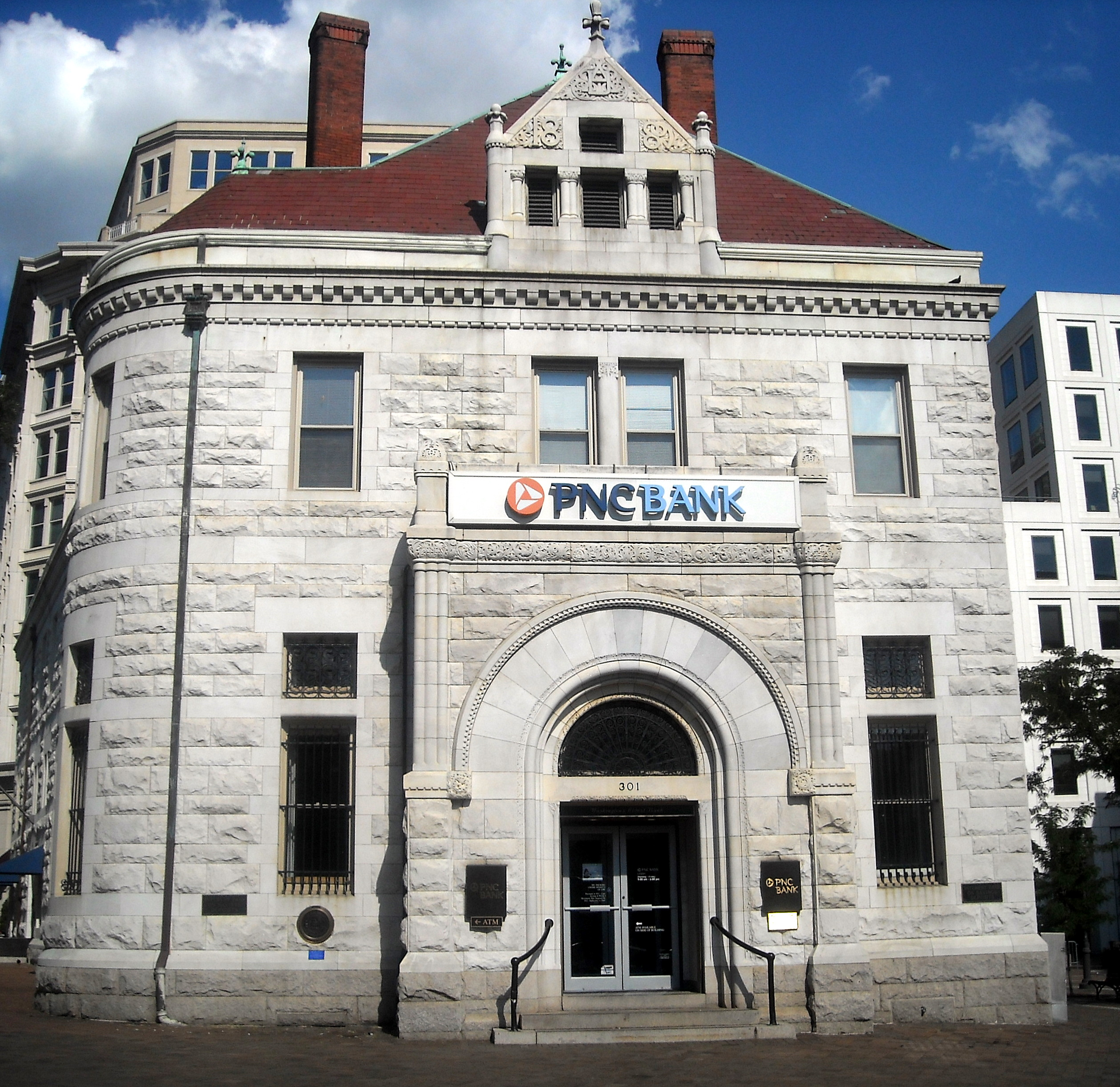
Facciata della PNC Bank a Washington, realizzata interamente in marmo e granito.

Il granito ha una struttura cristallina, spesso con cristalli di grosse dimensioni, in quanto si tratta di una roccia intrusiva formatasi a grandi profondità dalla crosta terrestre. Esso presenta un'ottima resistenza agli acidi. Viene utilizzato soprattutto nelle pavimentazioni, nei rivestimenti esterni (soprattutto in passato per il bugnato) e nei ripiani delle cucine.

#### Tufo
Il tufo è una roccia vulcanica di tipo piroclastica. Esso può essere impiegato in edilizia in blocchetti per la costruzione delle pareti portanti in sostituzione di altri materiali quali blocchetti di cemento, pietra da taglio eccetera. Costituisce gran parte degli edifici ad uso abitativo dell’Italia meridionale e insulare.

#### Marmo

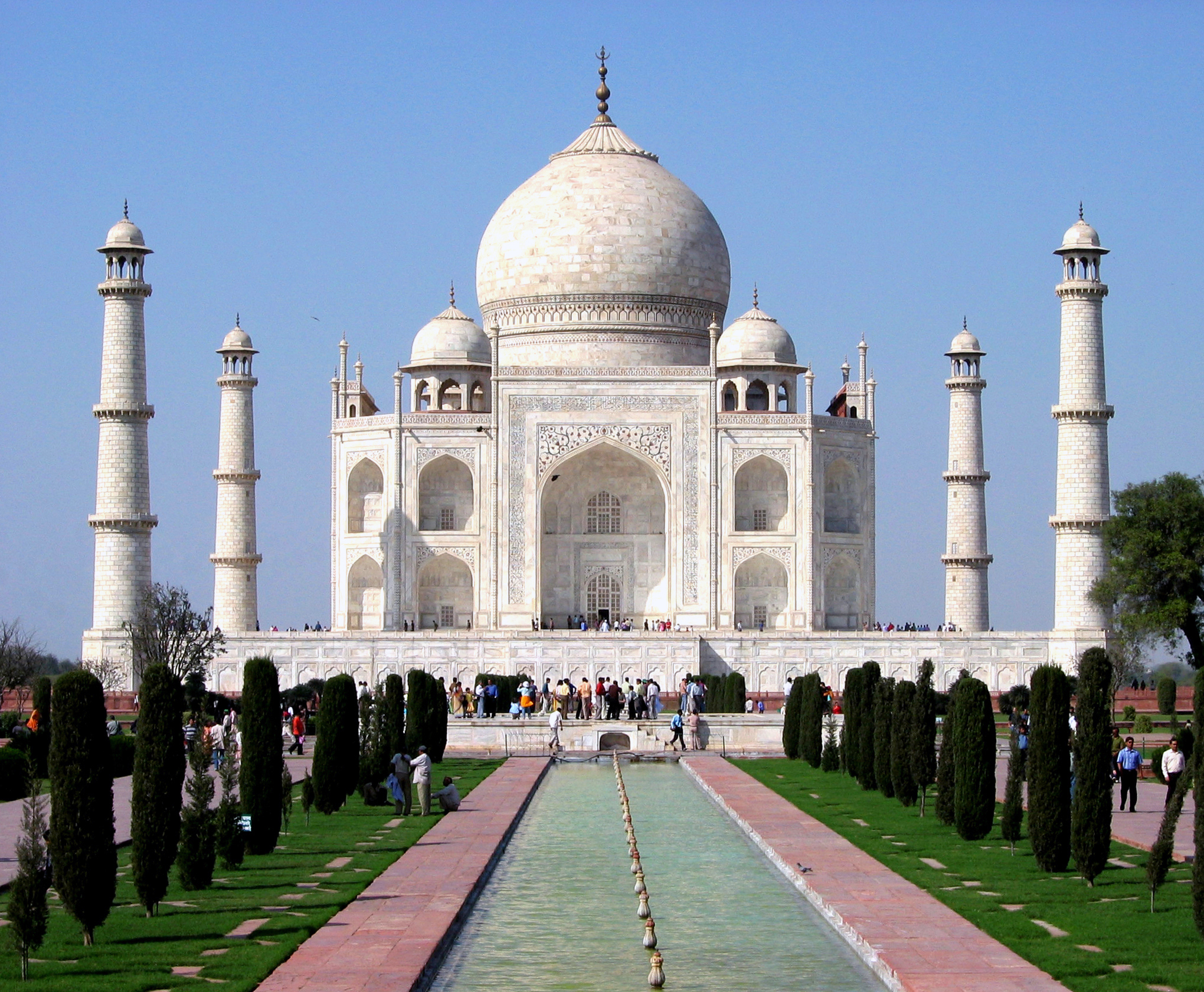
Il Taj Mahal, un'imponente costruzione architettonica in marmo.

Il marmo è una roccia metamorfica creatasi in seguito alla trasformazione di rocce sedimentarie mediante ricristallizzazione del carbonato di calcio di cui sono in prevalenza composte.
Come tutte le rocce metamorfiche, anche il marmo può essere suddiviso in lamine secondo specifiche direzioni (scistosità). Viene spesso usato nella scultura, ma anche per rivestimenti esterni degli edifici, per le pavimentazioni e per i ripiani pregiati dei mobili da bagno.

#### Porfido
Il porfido è una roccia vulcanica effusiva (formatasi quindi in prossimità della crosta terrestre) con una struttura cristallina a grana fine. È molto resistente agli sbalzi di temperatura, ed è per questo che viene spesso utilizzato per pavimentazioni esterne (dai bolognini ai sampietrini fino a lastre di dimensioni maggiori), ma anche per rivestimenti e pareti ventilate.

#### Ardesia

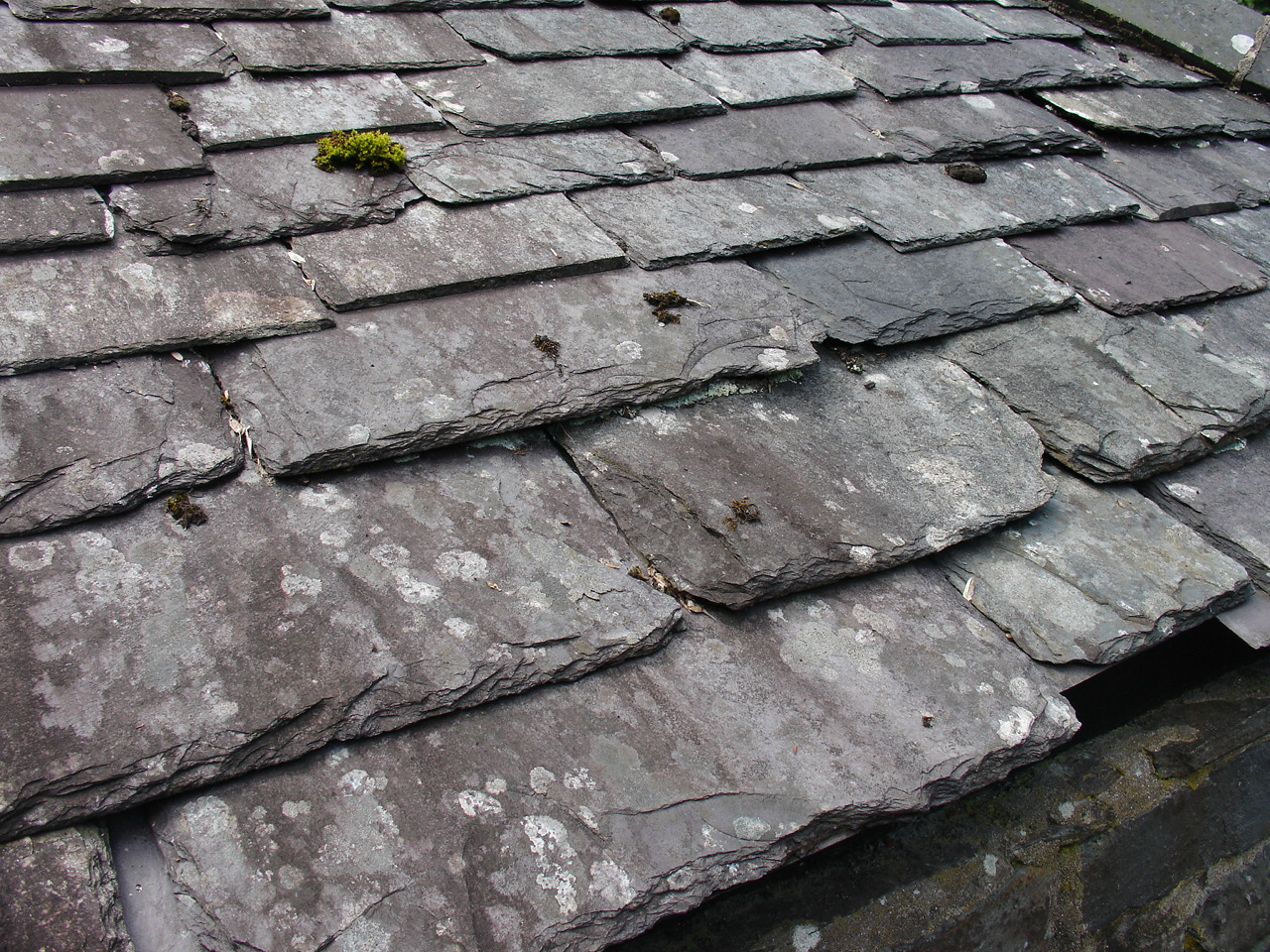
Tegole in ardesia.

L'ardesia è una roccia metamorfica da cui si possono ottenere facilmente lastre sottili, piane, leggere, impermeabili e resistenti agli agenti atmosferici.
Viene principalmente impiegata per la costruzione delle coperture, ma anche nelle pavimentazioni e per la costruzione di gradoni di scale.

#### Altre rocce utilizzate in edilizia
Esistono molti altri materiali lapidei utilizzati in edilizia. Tra questi, ci sono delle rocce vulcaniche (come sienite, diorite, gabbro e basalto), rocce sedimentarie (come dolomite, calcare e arenaria) e rocce metamorfiche (come, per esempio, gli gneiss).

### Materiali ceramici

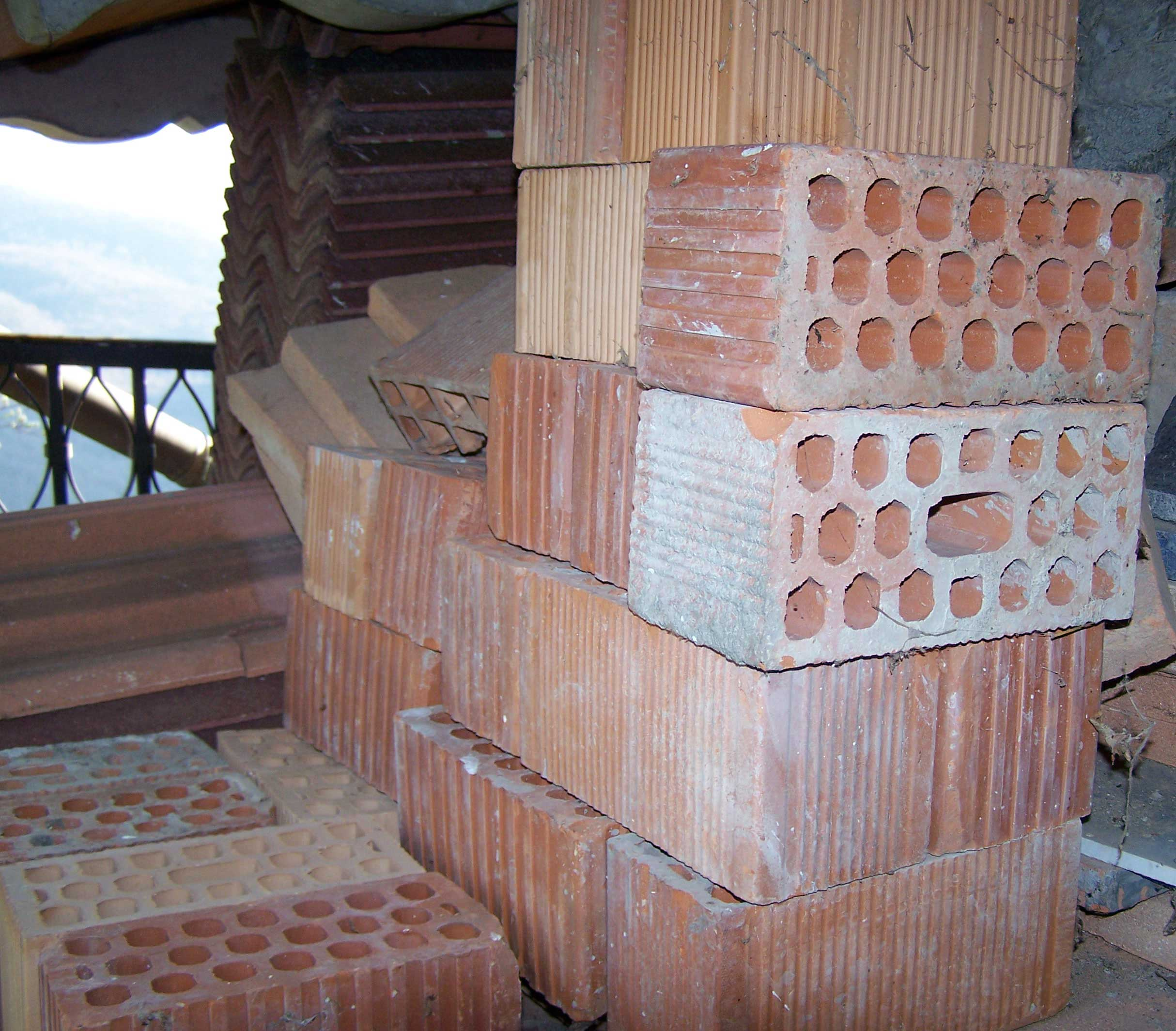
Laterizi forati.

I materiali ceramici sono materiali ottenuti da materie prime inorganiche mediante formatura e successiva cottura. La struttura dei materiali ceramici è caratterizzata dalla presenza di elementi metallici e non metallici legati da legami forti. Hanno buone caratteristiche di resistenza al calore e all'attacco degli agenti chimici, nonché un buon isolamento elettrico. Il comportamento meccanico è caratterizzato da fragilità, elevata durezza, rigidità e buona resistenza a compressione.
I materiali ceramici sono utilizzati in ambito edilizio per realizzare coperture, pareti (laterizi), piastrelle (per rivestire le pareti e per pavimentare i locali) e nella creazione di sanitari (ad esempio WC, bidet, lavabi e piatti doccia).

#### Laterizi

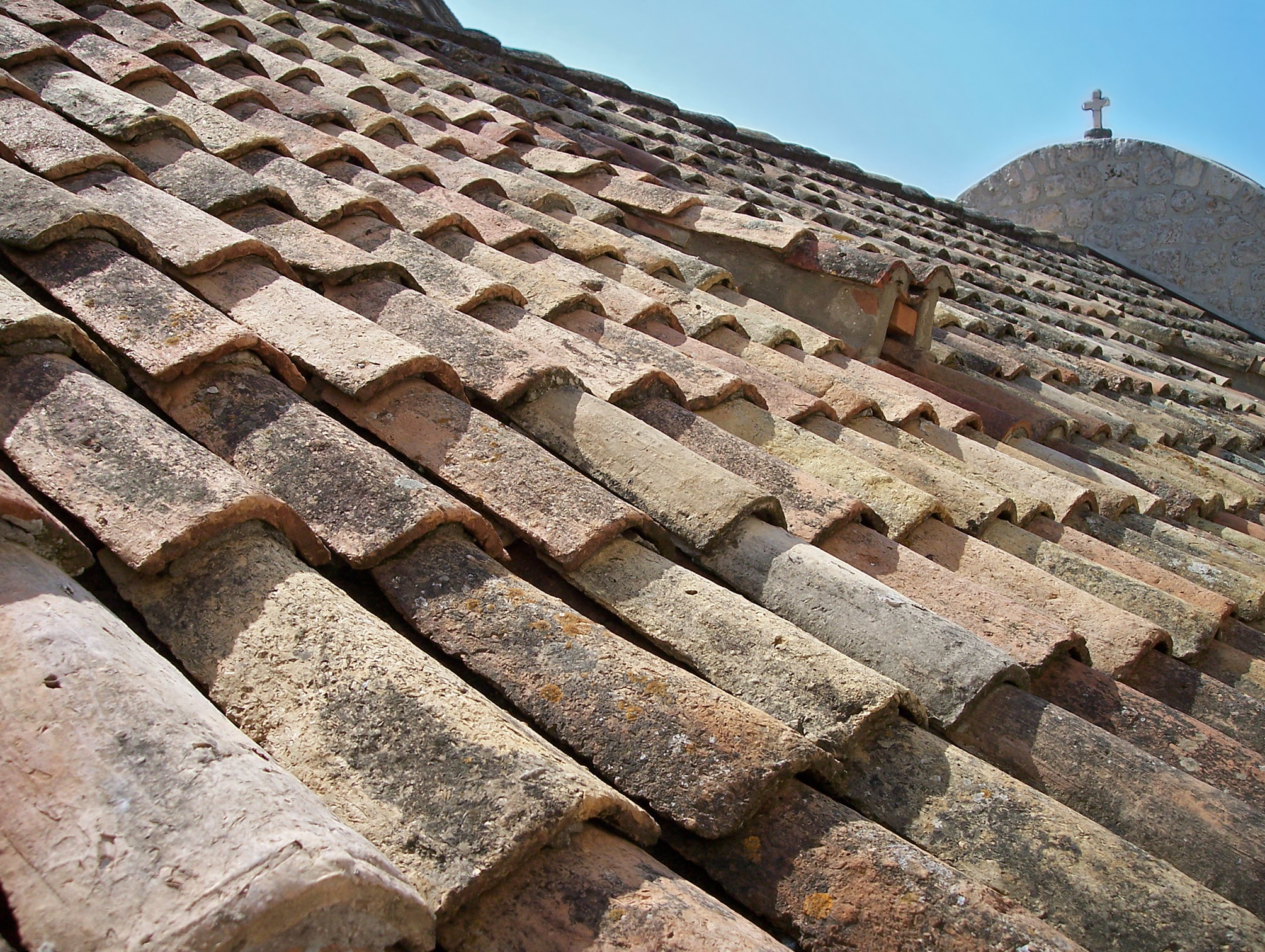
Tipici coppi a Ragusa di Dalmazia.

I laterizi sono materiali da costruzione di vasto uso caratterizzati da una forma regolare e da dimensioni e peso tali da consentirne una agevole posa manuale. Vengono impiegati per la realizzazione di murature, solai, coperture e rivestimenti.
Sono costituiti da argilla (solitamente argille impure, contenenti ossido di ferro, responsabile della colorazione rossastra).
Tra i laterizi, vi sono mattoni pieni, mattoni semipieni, tavelline, tavelle e tavelloni, pianelle e tegole di vario tipo (embrice, coppo, marsigliese, portoghese, olandese).

#### Ceramici a pasta compatta

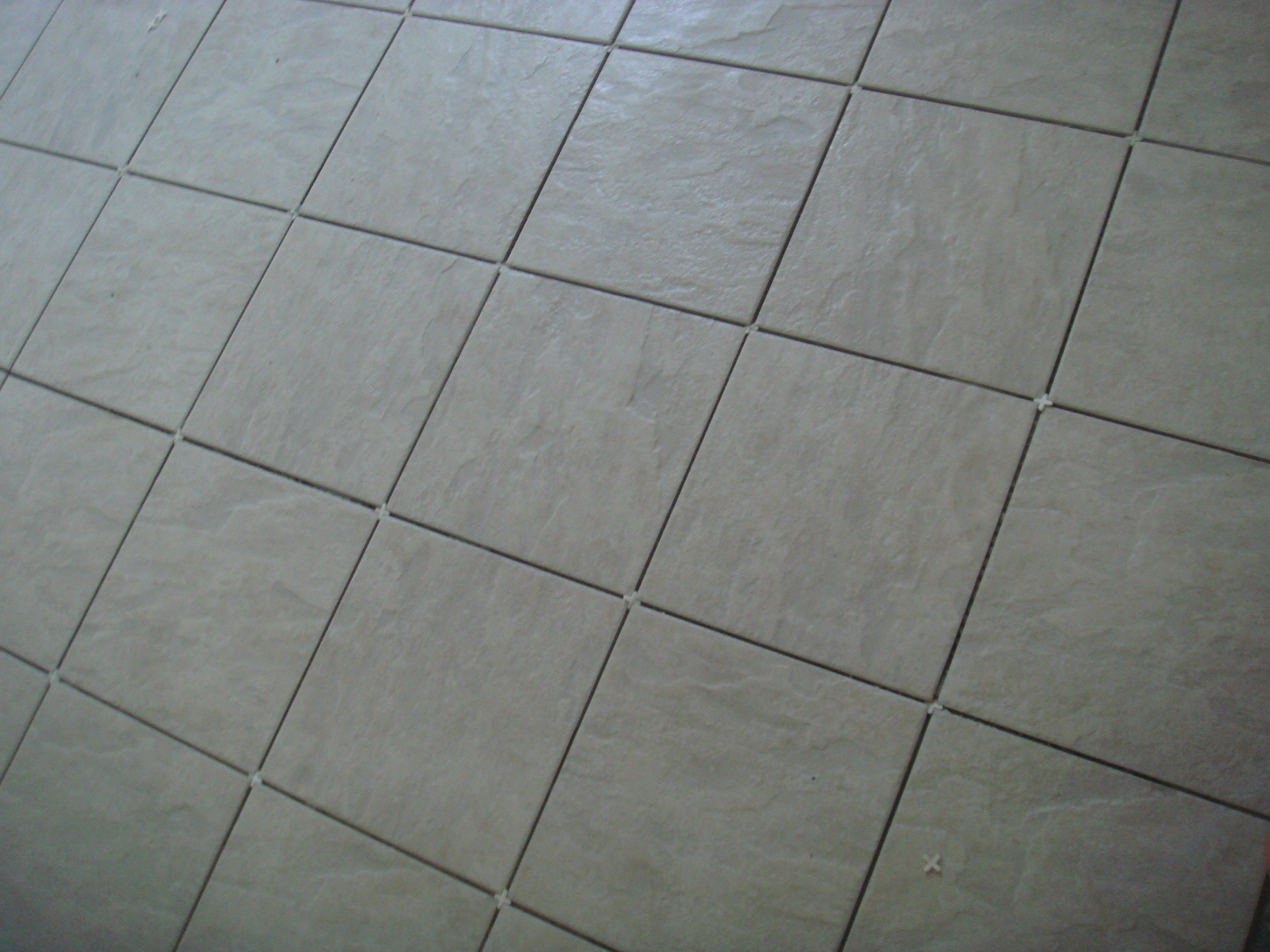
Pavimento realizzato con piastrelle in grès.

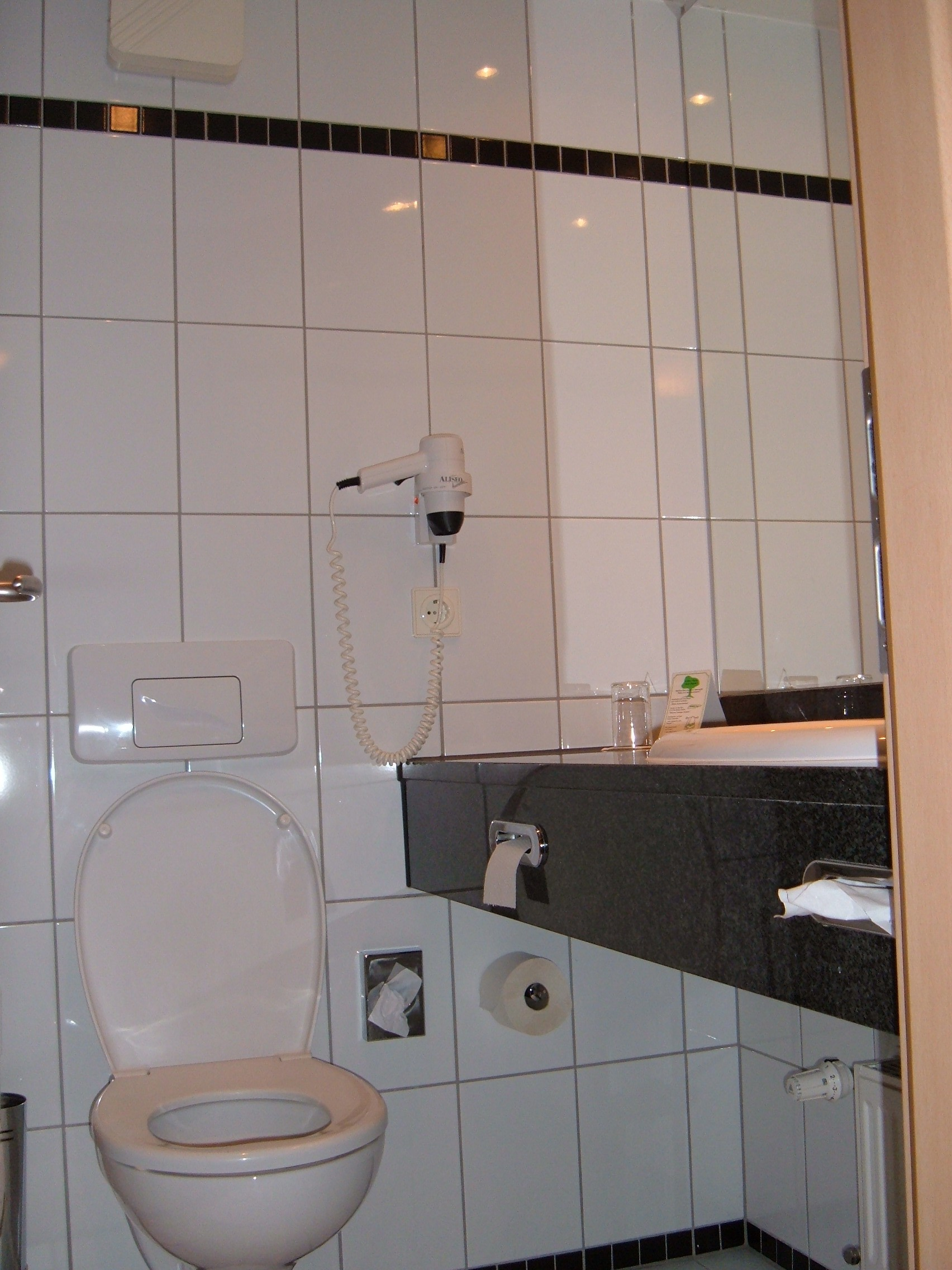
Pareti di un bagno del Park Plaza Prenzlauer Berg di Berlino, completamente rivestite con piastrelle ceramiche.

I materiali ceramici a pasta compatta sono caratterizzati da una struttura vetrosa. Rientrano in questa categoria i grès e le più pregiate porcellane.
I grès sono prodotti ceramici realizzati con argille che durante la cottura danno luogo alla graduale formazione di una fase liquida, per cui si ottiene un prodotto impermeabile con elevata resistenza meccanica. Questo fenomeno è detto greificazione.
I grès sono utilizzati per realizzare condutture per soluzioni acide o acque di scarico e piastrelle.
Le porcellane sono prodotti ceramici a pasta bianca, compatta e vetrificata, ottenuti da miscele di caolino (argilla pura), quarzo macinato finemente e feldspati. 
Le porcellane, a seconda della temperatura di cottura, vengono divise in porcellane tenere (che hanno traslucidità accentuata) e dure (con prevalenza della fase cristallina). Queste ultime porcellane, hanno elevata resistenza chimica, resistenza meccanica (che è maggiore all'aumentare della quantità di quarzo presente nell'impasto) e refrattarietà.
Solitamente, le porcellane dure vengono utilizzate (per la loro resistenza chimica) per la produzione di crogioli per laboratori chimici e per la realizzazione di isolanti elettrici. Le porcellane tenere, invece, vengono utilizzate per ceramiche ornamentali.

#### Piastrelle ceramiche
Le piastrelle ceramiche vengono prodotte mediante pressatura o estrusione. Vengono successivamente cotte con il processo della monocottura (oggi sempre più diffuso) con cui si ottengono materiali ceramici a pasta greificata con elevata compenetrazione tra smalto e supporto. Le piastrelle devono soddisfare requisiti di impermeabilità all'acqua, resistenza all'abrasione, agli urti, agli attacchi chimici, alle macchie e al gelo.
Le piastrelle ceramiche, esistenti sul mercato in varie forme, colori e dimensioni, vengono utilizzate per rivestimenti di pavimenti o di pareti di stanze da bagno e cucine.
L'Italia è il primo produttore mondiale di piastrelle ceramiche, la maggior parte delle quali viene esportata.

### Materiali metallici

#### Acciai e ghise
Le leghe di ferro si dividono in acciai e ghise in base al tenore di carbonio (maggiore o minore del 2,06%). In realtà, negli acciai e nelle ghise sono sempre presenti altri elementi di lega.

##### Acciai

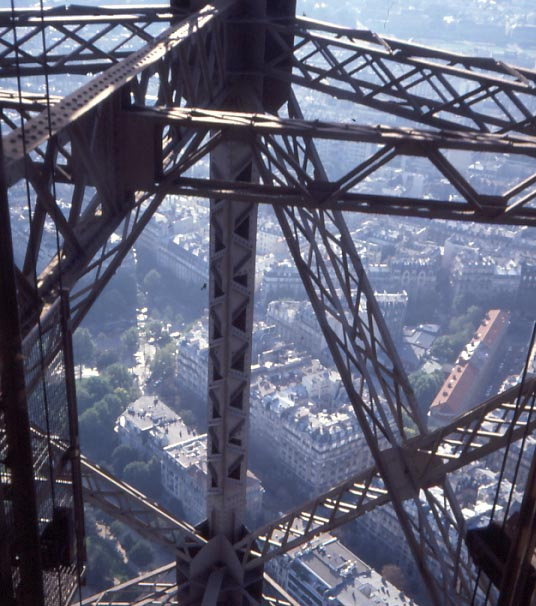
Particolare della Tour Eiffel, uno dei primi esempi di grandi costruzioni in ferro.

Esistono diversi modi per classificare i vari tipi di acciai. In base ai requisiti qualitativi, per esempio, si suddividono in acciai di base (per i quali vengono garantite solo certe caratteristiche resistenziali), acciai di qualità (per i quali, oltre a quelle di resistenza meccanica, è possibile garantire altre determinate proprietà) e acciai speciali (destinati ad applicazioni o trattamenti particolari). In base alla composizione chimica, invece, si possono suddividere in acciai al carbonio, acciai basso legati e acciai legati. Infine, sulla base delle applicazioni, gli acciai si possono raggruppare in: acciai da costruzione di uso generale, acciai speciali da costruzione, acciai inossidabili, acciai da utensili e acciai per usi particolari.
La produzione dell'acciaio può avvenire in due modi: siderurgia primaria e siderurgia secondaria.
Nella siderurgia primaria, si parte da minerale di ferro, carbone (che viene trasformato in coke) e calcare. Queste materie prime vengono inserite in un altoforno da cui escono ghisa e scorie. La ghisa viene quindi introdotta in un convertitore a ossigeno insieme a rottami di ferro e calce viva, dove viene convertita in acciaio mediante aggiunta di ossigeno. L'acciaio viene dunque inviato all'impianto di colata.
Nella siderurgia secondaria, invece, si usano forni elettrici ad arco alimentati con rottame, che viene fuso. Al rottame fuso vengono poi aggiunti additivi e ferroleghe per raggiungere le qualità richieste. Poi passa all'impianto di colata.
L'acciaio presenta una elevata resistenza meccanica ed elevata flessibilità. 
La longevità dell'acciaio può essere compromessa da fenomeni di corrosione; oggi tuttavia l'acciaio utilizzato per elementi strutturali subisce una serie di lavorazioni che lo proteggono dall'eventuale corrosione.
I tipi di acciaio maggiormente utilizzati in edilizia sono: acciai da costruzione, acciai patinabili e acciai inossidabili.
Trova impiego nella produzione delle armature del calcestruzzo armato e nella realizzazione di telai, ma anche per cancellate, balaustre, cavi per tensostrutture, eccetera.

##### Ghise

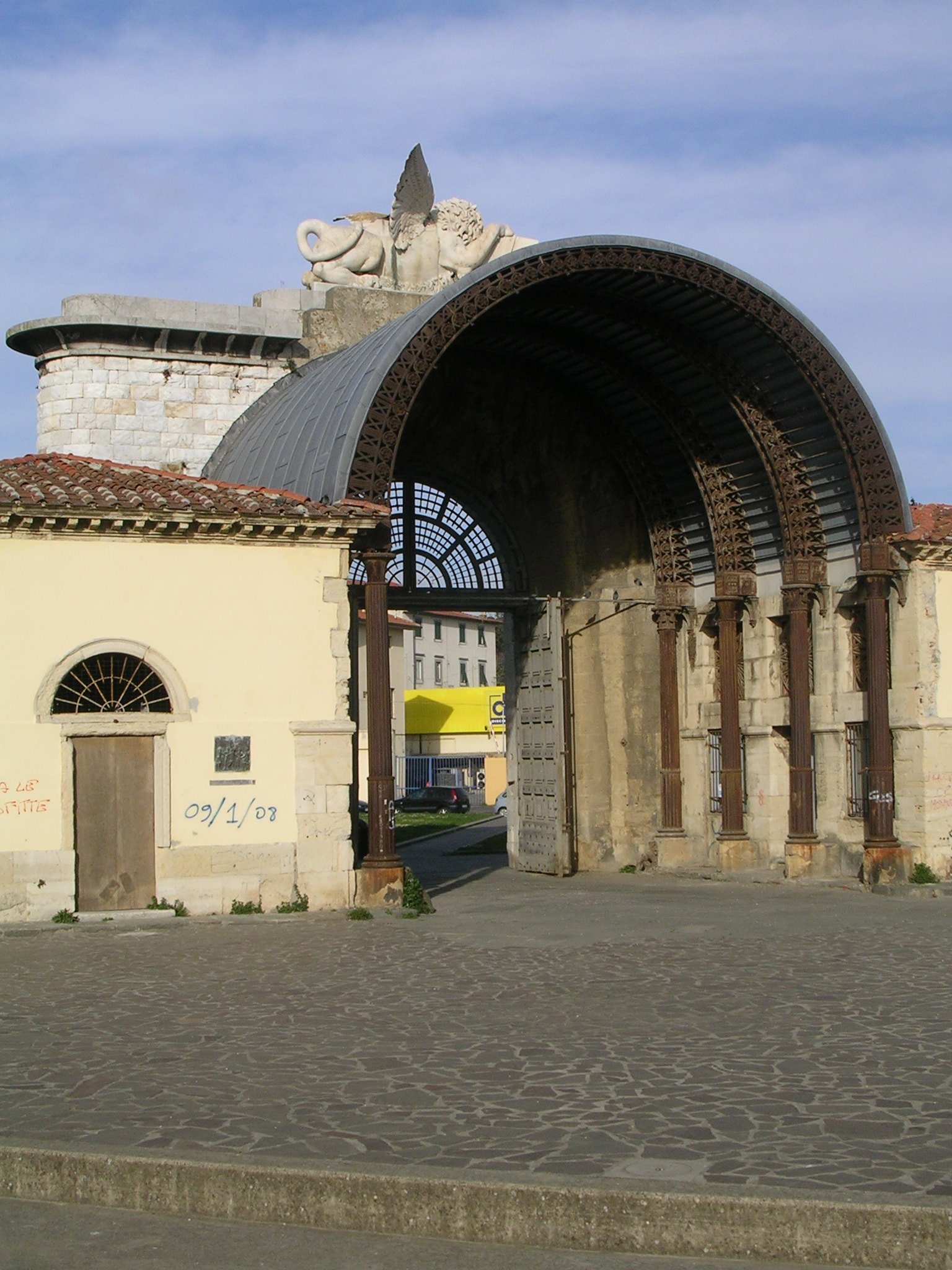
Vista dall'interno di Porta San Marco a Livorno: sono ben visibili gli elementi in ghisa.

Le ghise hanno un tenore di carbonio compreso tra il 2,5 e il 4% e contengono anche silicio.
Le ghise sono facilmente colabili, fondono con maggiore facilità rispetto agli acciai e possono essere colate anche in forme complesse. Hanno però una modesta resistenza meccanica e sono fragili: è per questo che non sono lavorate per deformazione plastica.

#### Materiali metallici non ferrosi

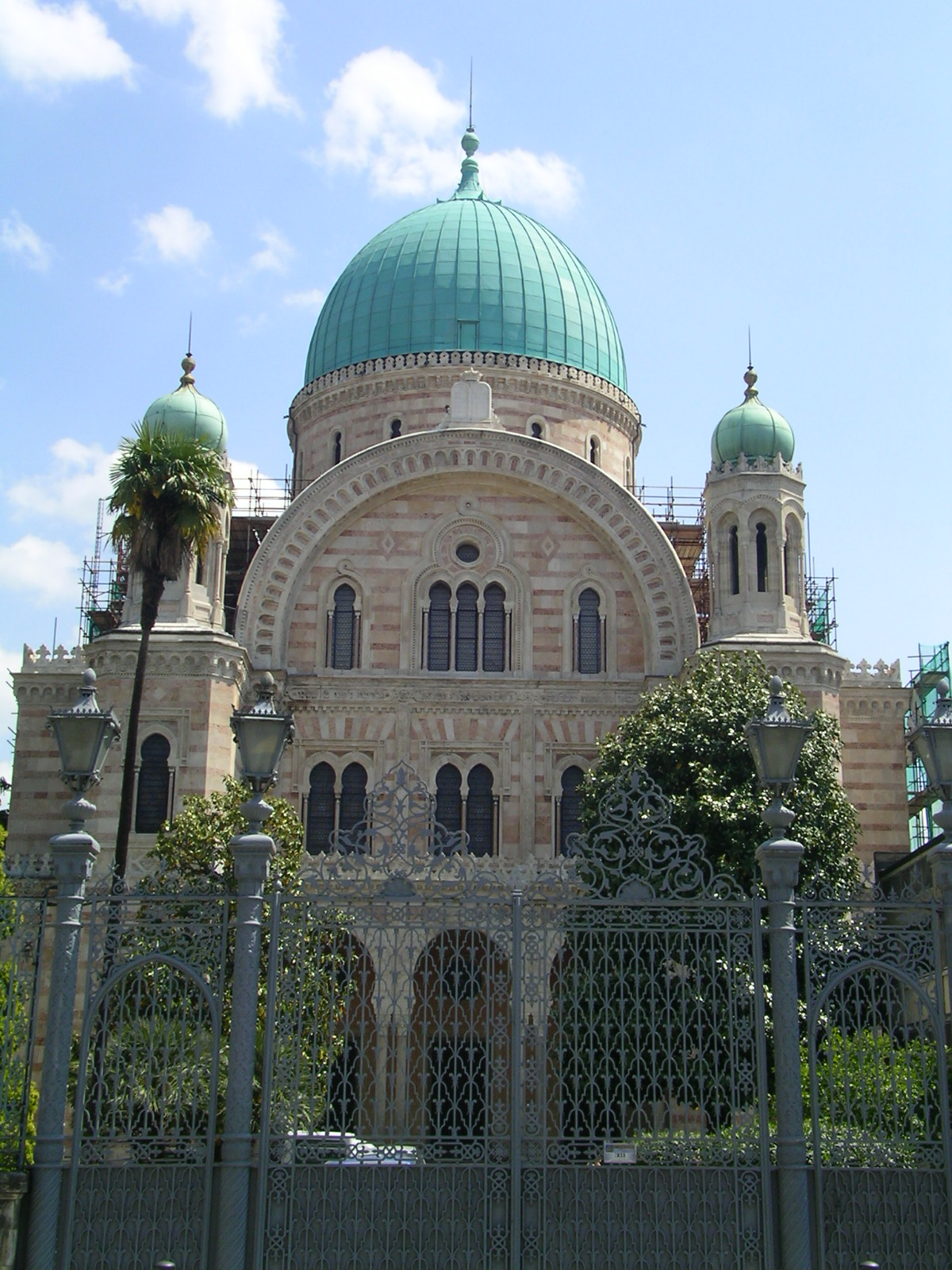
Il rivestimento della cupola del Tempio Maggiore Israelitico di Firenze è in rame. La tipica colorazione verde, è dovuta alla naturale ossidazione del materiale.

Tra i materiali metallici non ferrosi, i più utilizzati in edilizia sono il rame e l'alluminio (e le loro rispettive leghe) e il titanio.

##### Rame e leghe di rame
Il rame è un materiale che presenta elevata conducibilità elettrica e termica, è facilmente deformabile plasticamente, forma facilmente leghe con altri metalli, ha una buona resistenza alla corrosione atmosferica e ha discrete caratteristiche meccaniche.
Il rame, e in generale le sue leghe, ovvero bronzi (rame-stagno) e ottoni (rame-zinco), trova ampio utilizzo nell'impiantistica (cavi elettrici, tubazioni per l'acqua, gas metano, combustibili liquidi, eccetera), nella produzione di maniglie e pomelli, ma anche per le coperture (soprattutto per i rivestimenti delle cupole) o per parti di esse (pluviali, grondaie, doccioni, grembiuli e converse).
Esistono poi i cuproallumini, che sono leghe rame-alluminio (con tenore di alluminio fino al 13%) che hanno elevata resistenza alla corrosione in acqua di mare.

##### Alluminio e leghe di alluminio
L'alluminio e le sue leghe sono caratterizzati da una bassa densità (più o meno un terzo di quella degli acciai). Inoltre, l'alluminio è un materiale estremamente leggero e resistente alla corrosione in ambienti neutri (in assenza di cloruri). Ha elevata conducibilità elettrica (di poco inferiore a quella del rame) e una buona duttilità.
Per migliorare le proprietà meccaniche, le leghe di alluminio possono essere sottoposte a trattamenti termici specifici oppure a incrudimento.
Nell'edilizia si sfrutta la combinazione di buona resistenza alla corrosione, bassa densità e facilità di lavorazione: le applicazioni principali delle leghe di alluminio riguardano la realizzazione di serramenti e facciate continue.

##### Titanio

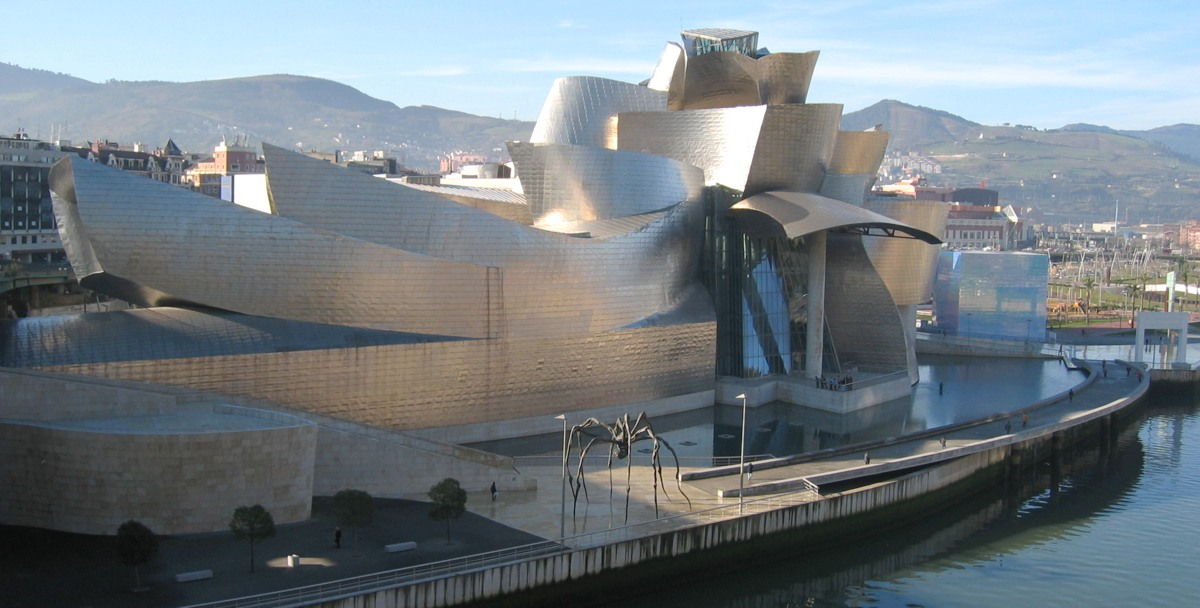
Il Guggenheim Museum di Bilbao, rivestito interamente in titanio.

Il titanio non è un elemento raro (è più diffuso, per esempio, del rame e dello zinco); tuttavia è un materiale molto costoso. 
Ha un elevato punto di fusione (1660 °C), un basso coefficiente di dilatazione termica, non è magnetico, non infragilisce a basse temperature, è ipoallergenico, leggero e inossidabile.
Si può produrre in getti, è forgiabile, lo si può saldare e lavorare con macchine utensili.
Per applicazioni architettoniche, solitamente si ricorre al titanio nella sua colorazione naturale, simile, a prima vista, a quella dell'acciaio inossidabile. In questo caso, la superficie del metallo dà riflessi colorati con tonalità che cambiano al variare dell'angolo di osservazione e del tipo di illuminazione.
Un tipico esempio di utilizzo di questo materiale è il Guggenheim Museum di Bilbao, opera di Frank O. Gehry completamente rivestita in titanio.

##### Piombo
Il piombo viene usato nell'edilizia, nella produzione di batterie per autotrazione e di proiettili per armi da fuoco e, allo stato liquido, come refrigerante nei reattori nucleari, a volte in lega eutettica con il bismuto. Il piombo è un componente del peltro e di leghe metalliche usate per la saldatura.

##### Oro

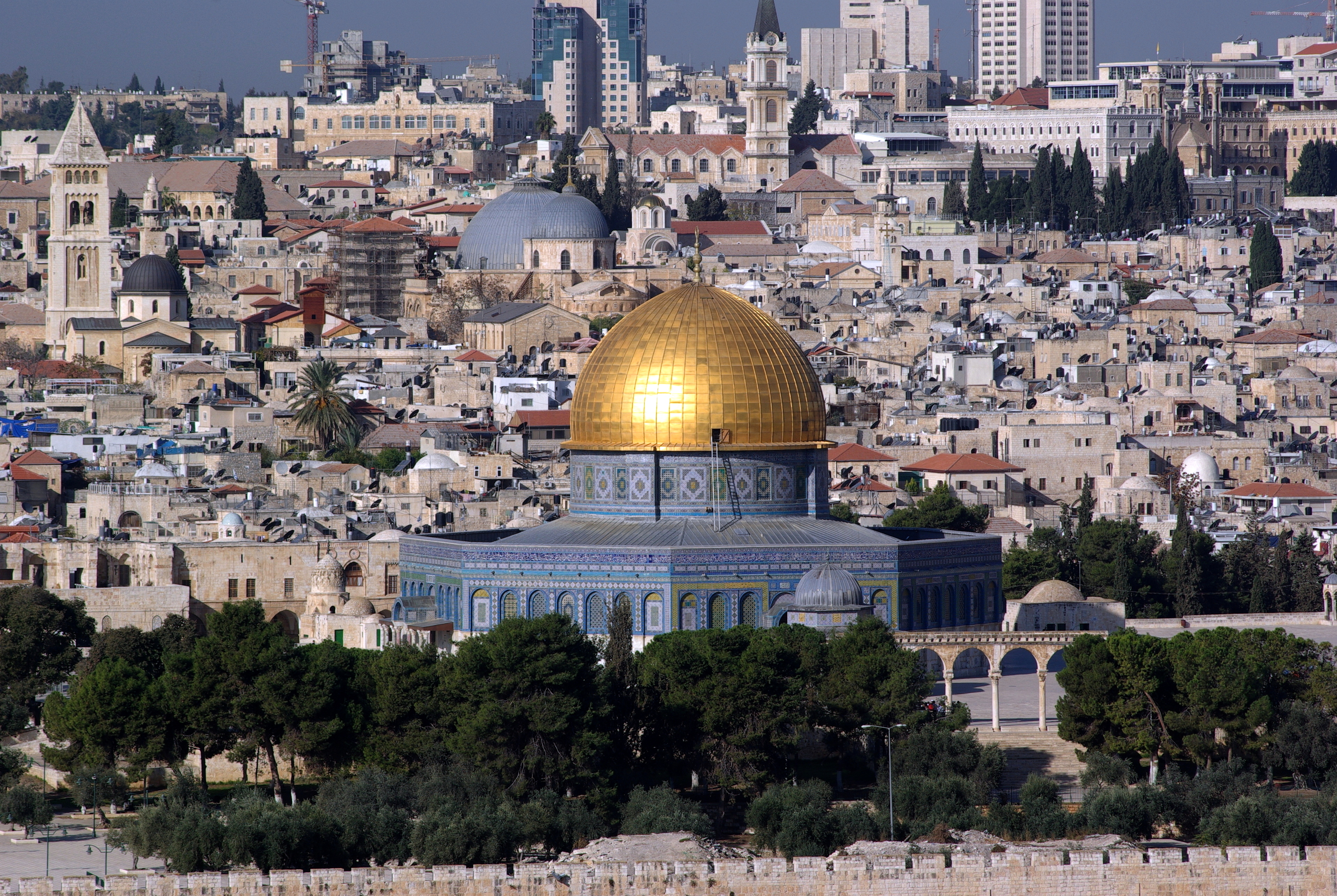
La Cupola della Roccia a Gerusalemme: è completamente rivestita d'oro.

Esistono rari casi, in edilizia, di utilizzo dell'oro.
Un esempio dell'utilizzo di questo metallo in architettura è la Cupola della Roccia che sovrasta la città di Gerusalemme. Essa è esternamente rivestita di lamine d'oro, materiale molto duttile, riflettente e ottimo conduttore elettrico e termico.

### Vetri
Il vetro è un materiale fragile, che trova impiego sotto forma di lastre nella realizzazione degli infissi (finestre) o di facciate continue. Il vetro permette alla luce di entrare negli ambienti interni, e al tempo stesso isola l'edificio dagli agenti atmosferici (vento, neve, e pioggia). Può essere utilizzato anche a scopo decorativo, realizzando ad esempio delle vetrate a mosaico (questa tecnica è stata spesso utilizzata nelle chiese).
Le lastre di vetro possono essere assemblate in strati tra cui viene lasciata un'intercapedine; si parla in questo caso di vetrocamera. L'utilizzo di vetrocamera permette un buon isolamento termico e acustico.
Esiste anche la possibilità di creare dei "mattoni" in vetro. Si parla in questo caso di vetrocemento. È possibile realizzare pareti divisorie in vetrocemento, che permettono il passaggio della luce mantenendo allo stesso tempo una certa privacy.
Per porre rimedio alla fragilità del vetro, è possibile utilizzare alcuni accorgimenti. Si possono così ottenere tre tipi di sicurezza: 
- vetri armati (o retinati): sono quei vetri che vengono prodotti inserendo, in fase di laminazione, quando il vetro è ancora fluido, una rete metallica che ha la funzione di trattenere i frammenti in caso di urto;
- vetri temprati: sono quelli soggetti a trattamenti termici atti ad aumentarne la resistenza all'urto. Quando si rompono, questi particolari vetri si frantumano in piccoli frammenti con spigoli arrotondati;
- vetri stratificati: si ottengono interponendo tra due lastre di vetro, solitamente temprate, un foglio di materiale plastico. Questi vetri sono usati soprattutto per i parabrezza delle automobili (in molti paesi, tra cui l'Italia, sono obbligatori).

Il vetro può essere anche utilizzato come materiale per strutture portanti, in questo caso si parla di vetro strutturale.

### Materiali polimerici

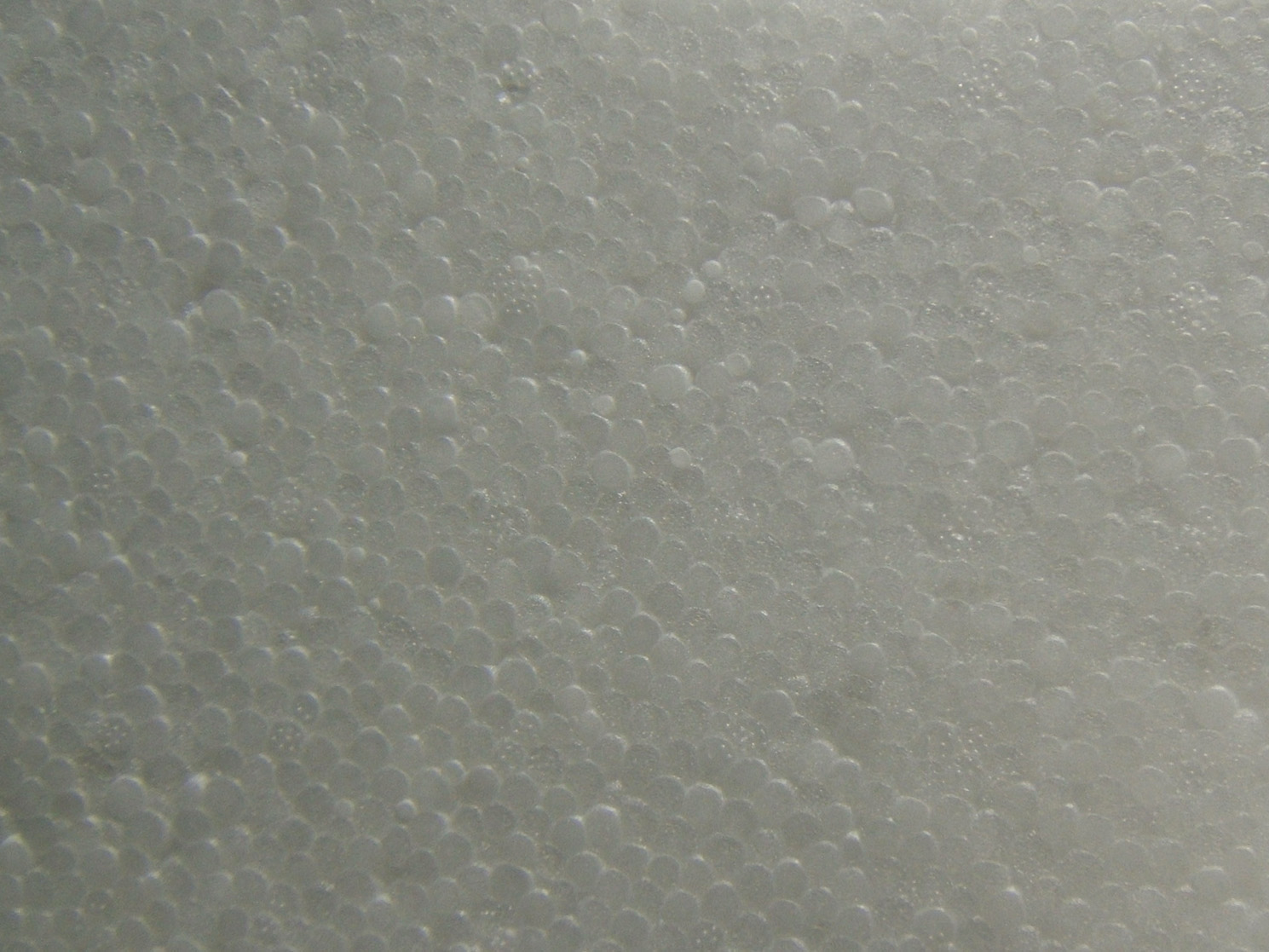
Lastra di polistirolo espanso.

I materiali polimerici (o "materie plastiche") sono materiali molto leggeri composti da macromolecole. La maggior parte dei materiali polimerici oggi in commercio, viene prodotta per via sintetica a partire da piccole molecole derivate dal petrolio (polimeri sintetici). Solo una minima parte dei polimeri è derivata, invece, da sostanze naturali attraverso trasformazioni chimiche (polimeri semisintetici).
In questa categoria di materiali rientrano:
- termoplastici (flessibili e resistenti a temperatura ambiente, ma rammolliscono ad alte temperature);
- termoindurenti (più rigidi e resistenti ai termoplastici);
- gomme (possono subire grandi allungamenti per poi riprendere la forma originale).

I materiali polimerici sono impiegati per realizzare tubazioni idrauliche, vasche e tapparelle.

#### Polistirene
Il polistirene (o polistirolo) viene impiegato, in edilizia, principalmente nella realizzazione dei cappotti. Esso è un buon isolante termico e allo stesso tempo è economico e leggero.

### Materiali compositi

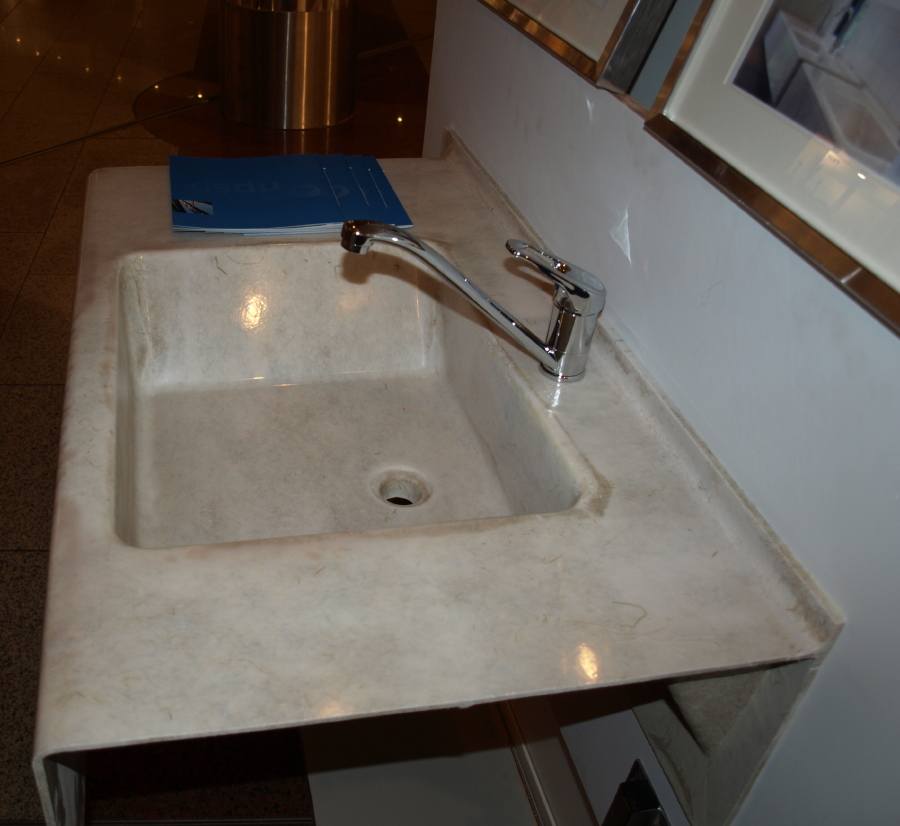
Lavandino realizzato in materiale composito (polimero rinforzato con fibre naturali).

I cosiddetti materiali compositi sono quei materiali costituiti da una miscela, naturale o artificiale, di materiali diversi. Fanno parte di questa categoria anche il legno (che è costituito infatti da cellulosa inserita in una matrice di lignina) e alcuni materiali di uso tradizionale (come i conglomerati cementizi), ma solitamente il termine di "compositi" viene utilizzato in senso più stretto, per indicare una categoria di materiali non naturali, che rispondono a tre requisiti:
- consistono di due o più materiali fisicamente distinti;
- questi materiali sono dispersi l'uno nell'altro in modo controllato;
- il materiale risultante presenta una combinazione di proprietà che non si può ottenere nei singoli materiali componenti.

I materiali compositi possono essere distinti in:
- particellari: sono ottenuti aggiungendo particelle a una matrice polimerica, metallica o ceramica con lo scopo di migliorare le caratteristiche elettriche, termiche, magnetiche, di resistenza all'abrasione, all'usura o all'urto;
- rinforzati con fibre: sono i materiali compositi più diffusi; consentono di ottenere elevate resistenze e rigidità specifiche (ovvero riferite al peso) inserendo fibre resistenti e rigide, ma fragili, in una matrice polimerica, più duttile
- strutturati: a questa categoria appartengono i compositi laminati e a nido d'ape.

### Ghiaccio

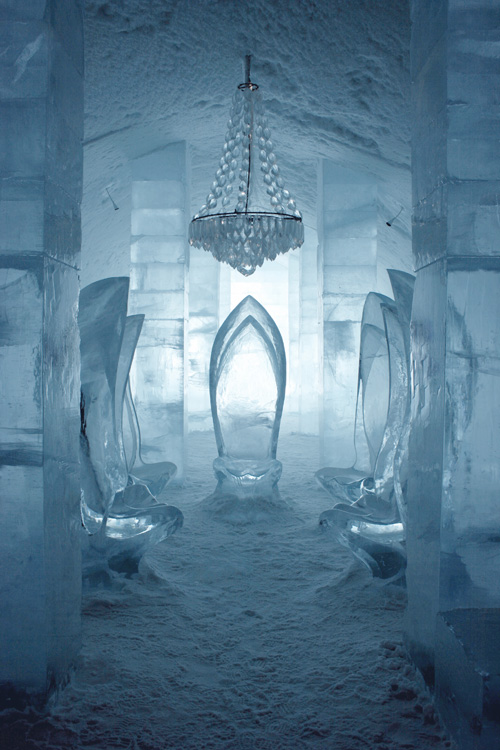
Hotel di ghiaccio a Jukkasjärvi, in Svezia.

Il ghiaccio è stato utilizzato dalle popolazioni Inuit prima degli anni settanta per la costruzione degli iglù, delle abitazioni realizzate con mattoni di neve pressata, disposti a cupola. La temperatura all'interno degli iglù è mantenuta da un fuoco acceso al centro della stanza, e può raggiungere i 17 °C. L'elevata capacità termica del ghiaccio e le bassissime temperature all'esterno (anche -50 °C) permettono al ghiaccio di rimanere allo stato solido.
Il ghiaccio è stato inoltre utilizzato per la costruzione nei paesi vicino al circolo polare artico (per esempio nei paesi scandinavi) di hotel completamente in ghiaccio (in inglese ice hotels), allo scopo di attirare il turismo. Il primo esempio di questo stile architettonico è stato costruito nel 1989 a Jukkasjärvi, in Svezia. La costruzione di palazzi di ghiaccio risale invece al 1739, anno in cui ne fu costruito uno a San Pietroburgo per ordine dell'imperatrice Anna di Russia.